# Neuilly (Eure)
Neuilly è un comune francese di 143 abitanti situato nel dipartimento dell'Eure nella regione della Normandia.

## Società

### Evoluzione demografica
Abitanti censiti